# Élections législatives de 1910 dans la Somme
Les élections législatives françaises de 1910 se déroulent les 24 avril et 8 mai 1910. Dans le département de la Somme, sept députés sont à élire dans le cadre de sept circonscriptions.

## Députés sortants et députés élus
|   | Circonscription | Député sortant             |  | Parti | Député élu                 |  | Parti |
| - | --------------- | -------------------------- |  | ----- | -------------------------- |  | ----- |
| 1 | 1re d'Abbeville | Émile Coache               |  | Mod.  | Émile Coache               |  | Mod.  |
| 2 | 2e d'Abbeville  | Henri des Lyons de Feuchin |  | FR    | Henri des Lyons de Feuchin |  | FR    |
| 3 | 1re d'Amiens    | Lucien Lecointe            |  | SFIO  | Lucien Lecointe            |  | SFIO  |
| 4 | 2e d'Amiens     | René Jouancoux             |  | PRRRS | René Jouancoux             |  | PRRRS |
| 5 | Doullens        | Étienne Dusevel            |  | PRRRS | Étienne Dusevel            |  | PRRRS |
| 6 | Montdidier      | Louis-Lucien Klotz         |  | PRRRS | Louis-Lucien Klotz         |  | PRRRS |
| 7 | Péronne         | Henri Vion                 |  | FR    | Émile Magniez              |  | PRRRS |

## Résultats au niveau départemental
| Parti          | Parti                                            | Premier tour | Premier tour | Second tour | Second tour | Sièges |
| Parti          | Parti                                            | Voix         | %            | Voix        | %           | Sièges |
| -------------- | ------------------------------------------------ | ------------ | ------------ | ----------- | ----------- | ------ |
|                | Parti républicain, radical et radical-socialiste | 45 833       | 38,35        | 13 543      | 55,56       | 4      |
|                | Section française de l'Internationale ouvrière   | 22 468       | 18,80        |             |             | 1      |
|                | Action libérale populaire                        | 20 147       | 16,86        | 10 862      | 44,44       | 0      |
|                | Fédération républicaine                          | 13 630       | 11,41        |             |             | 1      |
|                | Alliance républicaine démocratique               | 13 302       | 11,13        | 1           |             |        |
|                | Parti nationaliste                               | 3 236        | 2,71         | 0           |             |        |
|                | Sans étiquette                                   | 887          | 0,74         | 0           |             |        |
|                |                                                  |              |              |             |             |        |
| Inscrits       | Inscrits                                         | 157 998      | 100,00       | 28 735      | 100,00      | 7      |
| Abstentions    | Abstentions                                      | 31 121       | 19,70        | 3 852       | 13,41       |        |
| Votants        | Votants                                          | 126 872      | 80,30        | 24 883      | 86,59       |        |
| Blancs et nuls | Blancs et nuls                                   | 7 369        | 5,81         | 508         | 2,04        |        |
| Exprimés       | Exprimés                                         | 119 503      | 94,19        | 24 375      | 97,96       |        |

## Résultats par arrondissement

### Arrondissement d'Abbeville

#### 1recirconscription
Député sortant : Émile Coache (Modéré)
| Candidat       | Candidat             | Parti          | Premier tour | Premier tour |
| Candidat       | Candidat             | Parti          | Voix         | %            |
| -------------- | -------------------- | -------------- | ------------ | ------------ |
|                | Émile Coache *       | Mod.           | 10 706       | 81,46        |
|                | Louis-Jules Trancart | SFIO           | 2 437        | 18,54        |
|                |                      |                |              |              |
| Inscrits       | Inscrits             | Inscrits       | 18 186       | 100,00       |
| Abstentions    | Abstentions          | Abstentions    | 3 776        | 20,76        |
| Votants        | Votants              | Votants        | 14 410       | 79,24        |
| Blancs et nuls | Blancs et nuls       | Blancs et nuls | 1 267        | 8,79         |
| Exprimés       | Exprimés             | Exprimés       | 13 143       | 91,21        |

Député élu : Émile Coache (Modéré)

#### 2ecirconscription
Député sortant : Henri des Lyons de Feuchin (FR)
| Candidat       | Candidat                     | Parti          | Premier tour | Premier tour |
| Candidat       | Candidat                     | Parti          | Voix         | %            |
| -------------- | ---------------------------- | -------------- | ------------ | ------------ |
|                | Henri des Lyons de Feuchin * | FR             | 9 595        | 56,38        |
|                | Henri Lestrille              | PRRRS          | 5 349        | 31,43        |
|                | Stéphane Becquerelle         | SFIO           | 2 073        | 12,18        |
|                |                              |                |              |              |
| Inscrits       | Inscrits                     | Inscrits       | 20 206       | 100,00       |
| Abstentions    | Abstentions                  | Abstentions    | 2 889        | 14,30        |
| Votants        | Votants                      | Votants        | 17 317       | 85,70        |
| Blancs et nuls | Blancs et nuls               | Blancs et nuls | 300          | 1,73         |
| Exprimés       | Exprimés                     | Exprimés       | 17 017       | 98,27        |

Député élu : Henri des Lyons de Feuchin (FR)

### Arrondissement d'Amiens

#### 1recirconscription
Député sortant : Lucien Lecointe (SFIO)
| Candidat       | Candidat          | Parti          | Premier tour | Premier tour |
| Candidat       | Candidat          | Parti          | Voix         | %            |
| -------------- | ----------------- | -------------- | ------------ | ------------ |
|                | Lucien Lecointe * | SFIO           | 12 206       | 62,69        |
|                | Alphonse Boutmy   | FR             | 4 035        | 20,72        |
|                | M. Desjardins     | ALP            | 3 236        | 16,61        |
|                |                   |                |              |              |
| Inscrits       | Inscrits          | Inscrits       | 28 165       | 100,00       |
| Abstentions    | Abstentions       | Abstentions    | 8 098        | 28,75        |
| Votants        | Votants           | Votants        | 20 067       | 71,25        |
| Blancs et nuls | Blancs et nuls    | Blancs et nuls | 590          | 2,94         |
| Exprimés       | Exprimés          | Exprimés       | 19 477       | 97,06        |

Député élu : Lucien Lecointe (SFIO)

#### 2ecirconscription
Député sortant : René Jouancoux (PRRRS)
| Candidat       | Candidat         | Parti          | Premier tour | Premier tour |
| Candidat       | Candidat         | Parti          | Voix         | %            |
| -------------- | ---------------- | -------------- | ------------ | ------------ |
|                | René Jouancoux * | PRRRS          | 12 745       | 53,91        |
|                | Charles Fauvel   | ALP            | 10 897       | 46,09        |
|                |                  |                |              |              |
| Inscrits       | Inscrits         | Inscrits       | 30 519       | 100,00       |
| Abstentions    | Abstentions      | Abstentions    | 5 705        | 18,69        |
| Votants        | Votants          | Votants        | 24 814       | 81,31        |
| Blancs et nuls | Blancs et nuls   | Blancs et nuls | 1 172        | 4,72         |
| Exprimés       | Exprimés         | Exprimés       | 23 642       | 95,28        |

Député élu : René Jouancoux (PRRRS)

### Arrondissement de Doullens
Député sortant : Étienne Dusevel (PRRRS)
| Candidat       | Candidat          | Parti          | Premier tour | Premier tour |
| Candidat       | Candidat          | Parti          | Voix         | %            |
| -------------- | ----------------- | -------------- | ------------ | ------------ |
|                | Étienne Dusevel * | PRRRS          | 6 353        | 60,97        |
|                | Armand Rosselin   | SFIO           | 4 067        | 39,03        |
|                |                   |                |              |              |
| Inscrits       | Inscrits          | Inscrits       | 14 384       | 100,00       |
| Abstentions    | Abstentions       | Abstentions    | 2 545        | 17,69        |
| Votants        | Votants           | Votants        | 11 839       | 82,31        |
| Blancs et nuls | Blancs et nuls    | Blancs et nuls | 1 419        | 11,99        |
| Exprimés       | Exprimés          | Exprimés       | 10 420       | 88,01        |

Député élu : Étienne Dusevel (PRRRS)

### Arrondissement de Montdidier
Député sortant : Louis-Lucien Klotz (PRRRS)
| Candidat       | Candidat              | Parti          | Premier tour | Premier tour |
| Candidat       | Candidat              | Parti          | Voix         | %            |
| -------------- | --------------------- | -------------- | ------------ | ------------ |
|                | Louis-Lucien Klotz *  | PRRRS          | 10 687       | 92,34        |
|                | Oscar-Edmond Leclercq | Ind.           | 887          | 7,66         |
|                |                       |                |              |              |
| Inscrits       | Inscrits              | Inscrits       | 17 803       | 100,00       |
| Abstentions    | Abstentions           | Abstentions    | 3 934        | 22,10        |
| Votants        | Votants               | Votants        | 13 869       | 77,90        |
| Blancs et nuls | Blancs et nuls        | Blancs et nuls | 2 295        | 16,55        |
| Exprimés       | Exprimés              | Exprimés       | 11 574       | 83,45        |

Député élu : Louis-Lucien Klotz (PRRRS)

### Arrondissement de Péronne
Député sortant : Henri Vion (FR)
| Candidat       | Candidat        | Parti          | Premier tour | Premier tour | Deuxième tour | Deuxième tour |
| Candidat       | Candidat        | Parti          | Voix         | %            | Voix          | %             |
| -------------- | --------------- | -------------- | ------------ | ------------ | ------------- | ------------- |
|                | Émile Magniez   | PRRRS          | 10 699       | 44,16        | 13 543        | 55,56         |
|                | Paul Parsy      | ALP            | 9 250        | 38,18        | 10 862        | 44,44         |
|                | Gontrand Gonnet | PRRRS diss.    | 2 596        | 10,71        |               |               |
|                | Robert Hazemann | SFIO           | 1 685        | 6,95         |               |               |
|                |                 |                |              |              |               |               |
| Inscrits       | Inscrits        | Inscrits       | 28 735       | 100,00       | 28 735        | 100,00        |
| Abstentions    | Abstentions     | Abstentions    | 4 179        | 14,54        | 3 852         | 13,41         |
| Votants        | Votants         | Votants        | 24 556       | 85,46        | 24 883        | 86,59         |
| Blancs et nuls | Blancs et nuls  | Blancs et nuls | 326          | 1,33         | 508           | 2,04          |
| Exprimés       | Exprimés        | Exprimés       | 24 230       | 98,67        | 24 375        | 97,96         |

Député élu : Émile Magniez (PRRRS)

## Inscriptions aux groupes parlementaires
|   | Circonscription | Député élu                 |  | Parti | Groupe                            |
| - | --------------- | -------------------------- |  | ----- | --------------------------------- |
| 1 | 1re d'Abbeville | Émile Coache               |  | Mod.  | Gauche démocratique               |
| 2 | 2e d'Abbeville  | Henri des Lyons de Feuchin |  | FR    | Progressiste                      |
| 3 | 1re d'Amiens    | Lucien Lecointe            |  | SFIO  | Socialistes unifiés               |
| 4 | 2e d'Amiens     | René Jouancoux             |  | PRRRS | Républicains radicaux-socialistes |
| 5 | Doullens        | Étienne Dusevel            |  | PRRRS | Républicains radicaux-socialistes |
| 6 | Montdidier      | Louis-Lucien Klotz         |  | PRRRS | Républicains radicaux-socialistes |
| 7 | Péronne         | Émile Magniez              |  | PRRRS | Républicains radicaux-socialistes |